# امتیاز محمود
امتیاز محمود (انگلیسی: Imtiaz Mahmood) بوکسور اهل پاکستان بود. از افتخارات وی میتوان به کسب مدال طلا و نقره در بازی‌های آسیایی اشاره کرد.